# Er ist wieder da (Film)
Er ist wieder da ist eine deutsche Filmkomödie des Regisseurs David Wnendt aus dem Jahr 2015. Die Literaturverfilmung basiert auf dem gleichnamigen Bestseller-Roman des Autors Timur Vermes. Der Film hatte am 6. Oktober 2015 Premiere in Berlin und lief am 8. Oktober in den deutschen Kinos an. Er wurde von mehr als 2,4 Millionen Kinobesuchern gesehen. Am 10. Juni 2018 wurde auf ProSieben die Free-TV-Premiere gezeigt.

## Handlung
Im Jahr 2014, 69 Jahre nach dem Ende des Zweiten Weltkriegs, wacht Adolf Hitler bei bester Gesundheit in Berlin auf. Aufgrund der veränderten Umgebung und Menschen ist er vorerst ziemlich orientierungslos und verwirrt. Ein Kioskbesitzer gewährt ihm vorläufig Unterschlupf. Bei der Zeitungslektüre im Kiosk ist Hitler mit einem völlig veränderten Deutschland konfrontiert, das seiner Ideologie entgegensteht und ihm daher auch nicht sonderlich gefällt. Zudem halten ihn alle Menschen, denen er begegnet, lediglich für einen Hitler-Imitator.
Unweit des Ortes, an dem Hitler erwacht, dreht ein freier Mitarbeiter des Senders MyTV, Fabian Sawatzki, eine Dokumentation über Kinder in einem Berliner Brennpunkt. Da dies nicht gut bei den Verantwortlichen des Senders ankommt, wird er entlassen. Sawatzki sichtet das von ihm gedrehte Video erneut und entdeckt Hitler im Hintergrund. Als Sawatzki bald darauf Hitler im Kiosk ausfindig machen kann, unterbreitet er ihm den Vorschlag, mit ihm eine Fernsehsendung zu produzieren, nicht zuletzt, um wieder für MyTV arbeiten zu können. Die beiden machen sich auf eine Reise an verschiedene Orte durch ganz Deutschland, bei der Hitler im Gespräch mit der Bevölkerung gefilmt wird.
Nach ihrer Rückkehr nach Berlin stellt Sawatzki Hitler und das gedrehte Material bei den Senderchefs vor. Begeistert von Hitler, beschließt die Vorsitzende Katja Bellini, ihn in der bereits seit längerem etablierten Sendung Krass, Alter auftreten zu lassen. Im Senderbüro bekommt er eine Sekretärin zur Seite gestellt, die ihm mit einiger Mühe das Internet erklärt. Hitler findet sich allmählich in der Gegenwart zurecht und absolviert erste Bühnenauftritte. Er greift auch seine alten Pläne, die Weltherrschaft an sich zu reißen, wieder auf, erarbeitet sich stattdessen aber mehr oder weniger ungewollt die Rolle eines großen Comedy-Stars, der wenig später bei allen großen Medien gefragt ist. Allerdings kommen nun auch erste Zweifel an dem vermeintlichen Schauspieler auf, da ihn bisher niemand anders erlebt hat als in seiner vermeintlichen Rolle.
Als Frank Plasberg Hitler in seiner Sendung mit einem Video konfrontiert, in dem Hitler einen kleinen Hund erschießt, wird dessen Show abgesetzt und er verliert zunächst seine noch frische Popularität. Wegen dieses Vorfalls wird Katja Bellini gekündigt, woraufhin ihr stiller Rivale Christoph Sensenbrink ihren Chefsessel übernimmt. Parallel zu seinen weiteren Fernsehauftritten, die Hitler absolviert, um seinen Ruf nach dem Hundevideo wieder aufzupolieren, schreibt er ein Buch über die Zeit nach seinem Wiederauftauchen. Es wird, mit Hilfe von Katja Bellini, zu einem Bestseller. Bald darauf wird das Buch sogar verfilmt, woran sich MyTV und Sensenbrink aufgrund des Quotenabsturzes nach Hitlers Imageverlust beteiligen.
Als Hitler aus dem Hotel, in dem der Sender ihn vorübergehend untergebracht hatte, wieder ausziehen muss, kommt er bei seiner Sekretärin Franziska Krömeier unter, mit der Sawatzki mittlerweile zusammen ist. Beim Einzug erkennt Franziskas demente jüdische Großmutter den tatsächlichen Adolf Hitler und macht ihn für die Ermordung ihrer Angehörigen verantwortlich. Nachdem Hitler und Sawatzki daraufhin auch die Wohnung verlassen mussten, stellt Sawatzki verärgert fest, dass der vermeintliche Schauspieler auch nach diesem Ereignis seine Rolle weiterspielt. Verwundert darüber, und wegen der Reaktion von Franziskas Großmutter und der jetzt bestehenden Zweifel über diesen Mann, geäußert von Mitarbeitern des Senders, beginnt Sawatzki Nachforschungen anzustellen.
Vor dem Filmstudio wird Hitler, der auch von Neonazis nur für einen Komiker gehalten wird, von diesen verprügelt. In ein Krankenhaus eingeliefert, wird er deshalb zu einer Art Märtyrer der Demokratie hochstilisiert. Während sich Hitler im Krankenhaus befindet, sichtet Sawatzki noch einmal das Videomaterial von dem Tage, an dem Hitler in Berlin aufgetaucht war. Dabei stellt er fest, dass dieser einfach aus dem Nichts erschienen ist, lediglich ein Licht deutet auf den Vorfall hin. Als Sawatzki an der gleichen Stelle, an der er auf dem Band das Licht gesehen hat, verbrannte Blätter findet und außerdem ein Schild, welches darauf hinweist, dass dort einst der Führerbunker gestanden hat, wird ihm klar, dass es sich um den echten Adolf Hitler handeln muss. Schockiert von seiner Erkenntnis stürmt er ins Krankenhaus, aus dem Hitler zwischenzeitlich jedoch wieder entlassen wurde. Nur Bellini befindet sich noch im Zimmer, die dem völlig aufgelösten Sawatzki jedoch keinerlei Glauben schenkt. Vom Krankenhauspersonal wird der wutentbrannt randalierende Sawatzki in eine geschlossene Psychiatrie gebracht.
Die Verfilmung des Buches wird abgeschlossen, und Hitler wähnt sich bereits auf der Straße des Sieges. Er ist populärer als je zuvor und sieht Deutschland in einem Zustand, in dem es für seine Rückkehr an die Macht bereit zu sein scheint, allerdings glaubt die Bevölkerung weiterhin, dass es sich bei ihm nur um einen Schauspieler handelt. Der Film endet mit Hitlers Worten „Damit kann man arbeiten“, nachdem die Zuschauer zuvor Bilder von – insbesondere zur Produktionszeit – aktuellen, tatsächlichen politisch motivierten rechten Gewalttaten und Demonstrationen sahen, darunter Pegida-Aufmärsche und die fremdenfeindlichen Krawalle in Heidenau oder Freital. Eingeblendet werden dabei auch seinerzeit im Aufwind befindliche, rechtsradikale Politiker aus europäischen Nachbarländern wie Heinz-Christian Strache, Marine Le Pen und Geert Wilders.

## Unterschiede zum Roman
- Der Roman spielt im Jahr 2011[6], der Film im Jahr 2014.
- Sensenbrink, Sawatzki, Krömeier und Bellini arbeiten beim Fernsehsender MyTV. In der Romanfassung arbeiten sie bei der Agentur Flashlight[7], die Hitler vertritt und im Auftrag des Senders seine Sendung produziert. Der Konkurrenzkampf zwischen Sensenbrink und Bellini um die Firmenspitze fehlt im Roman.
- Im Roman lernt Hitler Sawatzki und Sensenbrink durch Vermittlung des Kioskbesitzers am Kiosk kennen.[8] Im Film sucht Sawatzki gezielt nach ihm, nachdem er ihn beim Sichten seines Videomaterials, das er mit den Fußball spielenden Kindern gedreht hatte, entdeckt hat.
- Im Roman sind die Kinder allein, und niemand sieht Hitlers Ankunft.
- Sawatzki und Hitler fahren auf eigene Kosten durch Deutschland und befragen Menschen zu politischen Themen, um Anschauungsmaterial für den Sender zu haben und Sawatzkis Rückkehr zu MyTV zu erreichen. Im Buch fehlt dieser Aspekt völlig.
- Im Roman ist der Kiosk auch nach Hitlers Bekanntwerden einer seiner regelmäßigen Anlaufpunkte. Im Film taucht dieser nach seiner Abreise mit Sawatzki nicht mehr auf.
- Im Buch heißt der Moderator der Show Krass, Alter, in der Hitler seinen ersten Fernsehauftritt hat, Ali Wizgür.[9] Da er im Film von einem deutschen Schauspieler, nämlich Michael Kessler, dargestellt wird, wurde der Name in Michael Witzigmann geändert.
- Auch die Vornamen der Figuren Sawatzki, Sensenbrink, Krömeier und Bellini wurden geändert. Während diese Figuren im Roman die Namen Joachim, Frank, Vera und Carmen tragen, wurden im Film die Vornamen der Darsteller verwendet.
- Im Buch besucht Hitler die Parteizentrale der NPD und führt ein Gespräch mit dem (damaligen) Vorsitzenden Holger Apfel. Dieser wird im Buch namentlich genannt; im Film heißt er Ulf Birne, ist dem realen Apfel aber ansonsten nachempfunden. Abweichend hiervon war Apfel im Jahr 2014 nicht mehr der Vorsitzende der NPD.
- Das Treffen mit Krömeiers Großmutter verläuft im Roman weitaus friedlicher als die Auseinandersetzung im Film.
- Im Buch erschießt Hitler keinen Hund.
- Im Film wird Hitler als Autor der Romanvorlage präsentiert. Dieser Aspekt fehlt ebenfalls im Buch. Auch ein möglicher Film über seine Zeit nach dem Aufwachen kommt in der Vorlage nicht vor.
- Im Roman ereilt Sawatzki ein erfreulicheres Schicksal. Dort heiratet er Vera Krömeier, und das Paar erwartet ein Kind, das wahrscheinlich den Namen Adolf tragen soll.
- Im Gegensatz zum Film findet im Roman niemand heraus, dass es sich um den leibhaftigen Adolf Hitler handelt.
- Der letzte Satz Hitlers „Damit lässt sich arbeiten“ wird im Roman in einem weit weniger drastischen Kontext zitiert.

## Kritiken
- Jörg Albrecht schrieb auf der Website des Deutschlandfunks, dass der Film als Mediensatire durchaus Schtonk das Wasser reichen könne. Das Lachen könnte jedoch schnell verstummen, wenn man sehe, dass „die deutsche Willkommenskultur auch für Adolf Hitler gilt“.[10]
- In der Online-Ausgabe der Frankfurter Rundschau schrieb Daniel Kothenschulte: „Erst ist es nicht richtig witzig, und dann ist es auch wieder nicht schmerzhaft genug.“ Die Bestseller-Verfilmung verschenke große dokumentarische Momente an eine biedere Mediensatire.[11]
- Als „dümmsten und perfidesten Film, der seit langem in die Kinos gekommen ist“ bezeichnete Michael Hanfeld bei FAZ.NET die Romanverfilmung. Der Film wolle eine Satire sein, in Wahrheit sei er „eine experimentelle Anordnung und ein Pamphlet“.[12]
- Die Deutsche Film- und Medienbewertung (FBW) verlieh dem Film das Prädikat „besonders wertvoll“.[13]

## Auszeichnungen
- 2016: Civis – Europas Medienpreis für Integration
- 2016: vier Nominierungen für den Deutschen Filmpreis (Film, Regie, Hauptdarsteller – Oliver Masucci, Nebendarsteller – Fabian Busch)
- 2016: Nominierung für den Europäischen Filmpreis (Beste Komödie)
- 2016: Bambi in der Kategorie Film National

## Sonstiges

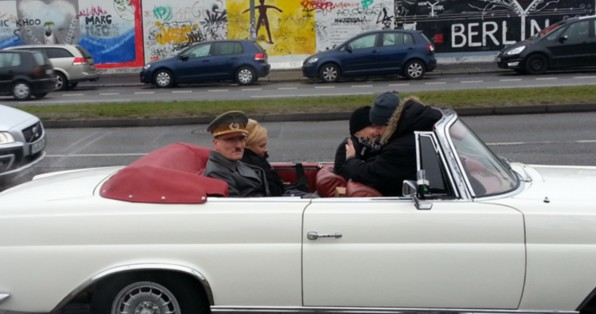
Foto von den Dreharbeiten in Berlin

- Der Filmanfang (Flug durch Wolkenschwaden) erinnert an die berühmte Eröffnungssequenz in Leni Riefenstahls NS-Propagandafilm Triumph des Willens.
- Am Ende der Filmhandlung erscheint eine Film-im-Film-Szene, bei der Sawatzki den Pflegern scheinbar entkommt (die Szene ist ein Filmzitat aus 12 Monkeys[14]), Hitler auf dem Dach eines Hochhauses stellt und erschießt, worauf dieser in die Tiefe stürzt. Im Stil eines Twists ändert sich das Ende der Geschichte aber noch einmal: Hitler taucht plötzlich wieder lebendig hinter Sawatzki auf und konfrontiert ihn damit, dass er ihn nicht loswerde. Es wird klar, dass es sich nur um den Dreh der Schlussszene des Films handelt, die von einem Sawatzki-Darsteller mit Gesichtsmaske dargestellt wird.
- Im Film wird eine Szene aus dem Hitler-Film Der Untergang nachgespielt[14]: Die Szene, in der Hitler auf die Nachricht, dass ein befohlener Entlastungsangriff („Angriff Steiner“) nicht stattfinden konnte, mit einem Wutanfall reagiert, welche auch zum Internetphänomen Hitler rants avancierte. Hier ist es allerdings Sensenbrink, der angesichts von Firmenproblemen in Wut gerät. Nachgespielt ist der Wutanfall einleitend mit den Worten „Es bleiben im Raum…“ und der detailgetreuen Szene, wie er sich mit zitternder Hand die Brille abnimmt. Danach ist der Text ein anderer.
- Die im Stil einer Dokumentation gedrehten Szenen sind teils echt, teils mit Schauspielern eingespielt. Echt sind unter anderem die Szenen bei der Fußball-WM und der Versuch, als Porträtmaler Geld zu verdienen, die mit zufälligen Passanten gedreht wurden.
- In einer Szene in einer offensichtlich „rechten Kneipe“ zitiert Hitler: „Denk ich an Deutschland in der Nacht, bin ich um meinen Schlaf gebracht.“ Dies stammt von Heinrich Heines Deutschland. Ein Wintermärchen. „Den Nationalsozialisten galt Heine als Inbegriff des „Kulturjuden““.[15]
- Zwei Schauspieler des Films haben selbst schon in früheren Rollen Hitler gespielt bzw. parodiert: Christoph Maria Herbst in Der Wixxer und Neues vom Wixxer (als Hitler-Parodie Alfons Hatler) und Michael Kessler in Switch reloaded. Herbst hat zudem die Hörbuch-Version von Er ist wieder da eingesprochen.
- Im Film werden Ausschnitte des Schaffens verschiedener Schauspieler in der Rolle Adolf Hitlers oder ihm ähnelnder Personen gezeigt. Unter anderen sieht man Michael Kessler (Switch reloaded), Helge Schneider (Mein Führer – Die wirklich wahrste Wahrheit über Adolf Hitler), Bruno Ganz (Der Untergang), Charlie Chaplin (Der große Diktator) und Louis de Funès (Scharfe Kurven für Madame).
- In einer Szene entdeckt Hitler die Wikipedia und ist zu Tränen gerührt, dass sie nach den Wikingern benannt worden sei und „arische Wurzeln“ habe.[16] Das ist aber falsch: Tatsächlich steht das „Wiki“ in Wikipedia für „schnell“ und Wikipedia wurde in Amerika erfunden.
- Die Fernsehshows, die Hitler nach seinem Auftritt bei Krass, Alter im Film besucht, existieren tatsächlich. So ist er bei Circus HalliGalli zu Gast. Diese Sequenzen wurden in den echten Studios gedreht, und die Moderatoren haben Cameoauftritte. Die Sendung Frank Plasberg des gleichnamigen Moderators dagegen ist nur angelehnt an dessen reale Sendung hart aber fair.
- Einige YouTuber, unter anderen Robert Hofmann, Dagi Bee, Joyce Ilg und ChrisTezz, haben Gastauftritte im Film. In diesen Auftritten kommentieren sie Hitlers Fernsehauftritt bei Krass, Alter. Diese Kommentare wurden im Stile ihrer bekannten Videos gedreht und als tatsächliche YouTube-Clips präsentiert.
- Das Lied Er ist wieder da in der Abspannsequenz ist eine Neuaufnahme von 1969, gesungen von Katja Ebstein.[17] Das Original stammt aus dem Jahr 1965 und wurde von der Schlagersängerin Marion Maerz gesungen.[18]
- Der Song Mr. Hitler wurde 1942 von Folk- und Bluessänger Leadbelly (Huddie William Ledbetter) aufgenommen.
- Die Darstellung der Gewaltszenen und Demonstrationen während der Schlussszene wird mit Henry Purcells Music for the Funeral of Queen Mary unterlegt, welche insbesondere als Titelmusik zu A Clockwork Orange von Stanley Kubrick bekannt ist.[14] Eine weitere Parallele zu genanntem Film findet sich zu Beginn wieder, wo der gleiche Auszug aus der Ouvertüre zu La gazza ladra von Gioachino Rossini als Intro erklingt.
- 2017 wurde ein Remake mit dem Titel Sono Tornato verfilmt. In dem italienischen Remake des Regisseurs Luca Miniero erwacht Benito Mussolini in Rom und wird zum Kultstar. Die DVD-Veröffentlichung folgte im Jahr 2018.
- Obwohl Sensenbrink im Film die Leute bei ProSieben als „Pappenheimer“ bezeichnet, strahlte der Sender die Free-TV-Premiere aus.